# 올렉산드르 모치크
올렉산드르 모치크(Олександр Моцик, 1955년 5월 3일 출생)는 우크라이나의 외교관이다. 특명전권대사 (1999)

## 교육
- 키이우 대학교, 국제관계대학 국제법학과 (최우수 졸업, 1981). 언어: 영어, 러시아어, 폴란드어

## 경력
1981년 7월 ~ 1985년 5월 — 우크라이나 외무부 영사국 삼등 서기관
1985년 5월 ~ 1987년 4월 — 우크라이나 외무부 국제기구국 삼등, 이등 서기관
1987년 4월 ~ 1990년 9월 — 우크라이나 외무부 인사국 이등, 일등 서기관
1990년 9월 ~ 1992년 4월 — 우크라이나 외무부 조약 및 법무 총국 일등 서기관
1992년 4월 ~ 1995년 8월 — 뉴욕, 주유엔 우크라이나 상임 대표부 이등, 일등 서기관, 참사관
1995년 8월 ~ 1997년 11월 — 우크라이나 외무부 조약 및 법무 총국장
1997년 11월 ~ 2001년 11월 — 튀르키예 공화국 주재 우크라이나 특명전권대사
2001년 11월 ~ 2003년 7월 — 우크라이나 외무부 차관
2003년 7월 ~ 2004년 7월 — 우크라이나 외무부 차관
2004년 7월 ~ 2005년 2월 — 우크라이나 외무부 유럽 통합 담당 제1차관
2005년 2월 ~ 2005년 12월 — 우크라이나 대통령 비서실 제1차관, 제1부실장
2006년 1월~2010년 6월 — 폴란드 공화국 주재 우크라이나 특명전권대사
2010년 6월~2015년 4월 — 미국 주재 우크라이나 특명전권대사
2010년 11월 ~ 2015년 4월 — 미국에 거주하는 주안티과 바부다 우크라이나 특명전권대사
2011년 7월 ~ 2015년 4월 — 미주 기구 주재 우크라이나 상임 옵서버
2011년 9월 ~ 2015년 4월 — 미국에 거주하는 주트리니다드섬 토바고 공화국 우크라이나 특명전권대사

## 전문 활동
1993년 — 제48차 유엔 총회 제6위원회(법률위원회) 보고관
1994년 ~ 1995년 — 유엔 및 관련 직원 안전 및 보안에 관한 국제 협약 초안 작성을 위한 유엔 임시 위원회 부의장
1995년 ~ 2005년 — 양자 및 다자 협상, 국제 포럼에서 다수의 우크라이나 대표단 이끌음.
2002년 ~ 2005년 — 흑해 경제 협력 기구 (BSEC) 국가 코디네이터
2004년 — 국제사법재판소에서 흑해 해양 경계 획정 사건(루마니아 대 우크라이나)의 우크라이나 대리인
2004년 ~ 2005년 — GUAM (조지아, 우크라이나, 아제르바이잔, 몰도바의 지역 경제 기구) 국가 코디네이터

## 저작물
국제법 및 국제 관계 분야의 수많은 에세이와 기사의 저자. 주요 주제는 다음과 같다: 국가 재산, 기록 및 부채에 대한 국가 승계; 해양법; BSEC; GUAM; 양자 우크라이나-튀르키예, 우크라이나-폴란드 및 우크라이나-미국 관계.

## 명예 훈장
- 공로훈장 3등급 (2001)
- 우크라이나 외무부 명예훈장 1등급 (우크라이나 외교 서비스 발전에 대한 개인적 기여와 국제 무대에서 우크라이나 이익의 성공적인 보호 공로) (2004).
- 세계 법학자 협회 정의훈장 1등급 (2005)
- 공로훈장 2등급 (2006)
- 폴란드 공화국 공로훈장 사령관 십자 및 별 (Krzyż Komandorski z Gwiazdą Orderu Zasługi RP) (2010)